# スマートレール (企業)
スマートレール株式会社（스마트레일 주식회사, Smartrail Co. Ltd.）は、大韓民国の慶全線広域電鉄区間の建設と、開業後の保守業務を行う民間鉄道事業者である。日本での第三種鉄道事業者に相当する。BTL(Build, Transfer and Lease)方式により、韓国鉄道公社から釜田 - 馬山間複線電鉄全区間の建設を受託・工事中で、2020年6月27日に開通すると、運行以外の保守・監理業務も委託される予定。

## 沿革
- 2010年12月24日 - 会社設立
- 2014年6月27日 - 釜田-馬山複線電鉄起工。工期72ヶ月（6年）
- 2020年6月27日 - 完工、開業予定。

## 運営路線
- 慶全電鉄線（仮称）
  - 駅数：7（新設4）

  - 車両：EMU-250（朝鮮語版）[3]
  - その他：運行は韓国鉄道公社が行う。

## 業務内容
- 慶全線広域電鉄設計・施行（慶全線16.9km・釜山新港線2.5kmの共用区間を除く30.2kmの新設）
- 開業後20年間[4]の駅業務と施設の監理・保守